# Goldbrust-Bartvogel
Der Goldbrust-Bartvogel (Eubucco richardsoni) ist eine Vogelart aus der Familie der Bartvögel. Die farbenprächtige Art, die einen auffälligen Sexualdimorphismus aufweist, kommt in Südamerika vor. Es werden mehrere Unterarten unterschieden. Die IUCN stuft den Goldbrust-Bartvogel als nicht gefährdet (least concern) ein.

## Erscheinungsbild

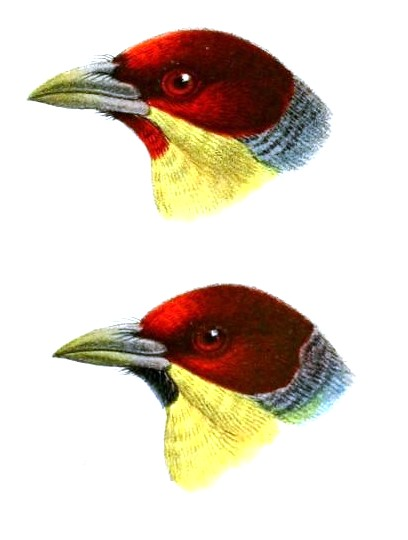
Köpfe von männlichen Goldbrust-Bartvögeln (Zeichnung von John Gerrard Keulemans). (Oben die Nominatform E. r. richardsoni, unten die Unterart E. r. granadensis aus Südkolumbien und Nordperu, die oft nicht als eigenständig angesehen wird. Diese Vögel werden dann ebenfalls der Nominatform zugerechnet.)

Die Männchen der Nominatform erreichen eine Flügellänge von 6,4 bis 7,2 Zentimetern. Der Schwanz misst zwischen 4,2 und 5,1 Zentimetern. Die Schnabellänge beträgt 1,6 und 1,8 Zentimeter. Weibchen weisen ähnliche Körpermaße vor.
Die Männchen haben an der Schnabelbasis einige schwarze, nach vorne weisende borstenähnliche Federn. Die Stirn bis zum Hinterkopf und die Ohrdecken bis zum Nacken sind leuchtend rot. Bei Vögeln mit etwas stärker abgenutztem Gefieder zeigt sich die schwarze Federbasis. Der Nacken ist blass blaugrau mit dunklen, undeutlichen Querstreifen. Die übrige Körperoberseite ist grün. Die Steuerfedern sind auf der Oberseite dunkelgrün mit einem bronzefarbenen Schimmer, die Federschäfte sind dunkelbraun. Auf der Unterseite haben die Steuerfedern einen gelblichen Schimmer, die Schäfte sind hornfarben bis gelblich hornfarben. Das Kinn weist in der Mitte bei der Nominatform einen kleinen roten oder schwarzen Fleck auf. Die Kehlseiten, die übrige Kehle und die unteren Halsseiten sind gelb. Die Brust und die Brustseiten sind rot bis orangerot. Der Bauch ist goldgelb, die Körperseiten, die Flanken und der Bauch sind olivgrün bis schwarzgrünlich gestreift. Der Schnabel ist kurz, gelblich bis gelbgrün. Der unbefiederte Hautbereich rund um die Augen ist sehr schmal. Die Augen sind rot bis rötlich-kastanienbraun. Die Beine und die Füße sind grün, olivgrün oder graugrün.
Die Weibchen unterscheiden sich sehr deutlich von den Männchen, da sie keinerlei Rot am Kopf zeigen. Sie weisen eine schmale schwarze Linie rund um die Schnabelbasis auf. Ein schwarzes Band verläuft über den Augen die Nackenseiten entlang. Über dem Auge befindet sich ein weißer Streif. Ein gelber Streif verläuft über dem schwarzen Band bis zum Halsende. Die Stirn ist grün und blass grau. Der Oberkopf bis zum Nacken ist grünlich oder gelblich. Die Kehle ist grauweiß. Zwischen Kehle und Brust verläuft ein breiter oranger Streif. Die Brust ist grau bis gelbgrau. Die Bauchmitte ist gelb, die Körperseiten und Flanken sind grünschwarz gestreift.
Der Goldbrust-Bartvogel ist unverwechselbar. Es gibt keinen anderen Bartvogel mit überlappendem Verbreitungsgebiet, der ein ähnliches Gefieder aufweist. Der Scharlachkopf-Bartvogel ist deutlich kleiner und weist einen überwiegend roten Oberkopf und eine rote Kehle auf.

## Verbreitung und Lebensweise

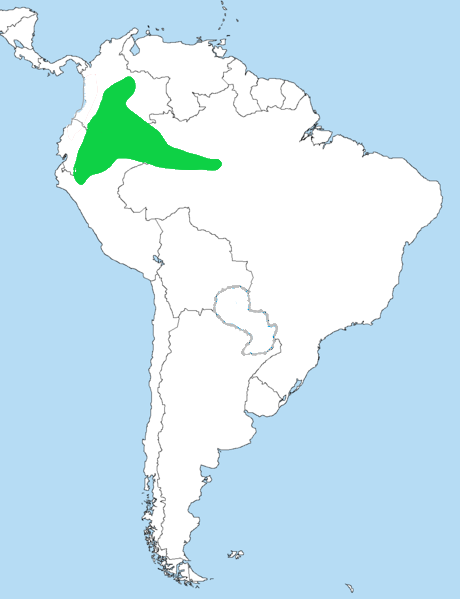
Verbreitungsgebiet des Goldbrust-Bartvogels (grün)

Der Goldbrust-Bartvogel hat unter den Zwergbuntbärtlingen das größte Verbreitungsgebiet. Es reicht von Kolumbien über den Osten von Ecuador, den Osten Perus bis in den Norden Boliviens. In östlicher Richtung entspricht das Verbreitungsgebiet dem Westen des Amazonasbeckens. Der Goldbrust-Bartvogel ist überwiegend ein Vogel der Niederungsgebiete. In Kolumbien und Ecuador kommt er bis 1200, in Peru bis 1000 und in Bolivien bis in 1100 Meter vor.
Der Lebensraum sind tropische Primär- und dichte Sekundärwälder. Er lebt gewöhnlich einzelgängerisch, wird aber gelegentlich auch paarweise beobachtet. Er hält sich gewöhnlich in der mittleren und oberen Baumwipfelregion auf. Insekten spielen in seiner Ernährung eine geringere Rolle als beim Anden-Bartvogel, er verbringt aber bis zu 36 % seiner Zeit damit, trockene Blätter nach Insekten zu durchsuchen. Während der Nahrungssuche ist er gelegentlich in Trupps mit anderen Vogelarten zu beobachten. Er ist gewöhnlich etwas aktiver als der Tupfenbartvogel, der ein ähnliches Verbreitungsgebiet wie der Goldbrust-Bartvogel hat.
Die Fortpflanzungsbiologie des Goldbrust-Bartvogels ist weitgehend unerforscht.

## Belege

### Weblink
- Eubucco richardsoni in der Roten Liste gefährdeter Arten der IUCN 2013.2. Eingestellt von: BirdLife International, 2012. Abgerufen am 2. Februar  2014.